# Международный день коренных народов мира
Международный день коренных народов мира (на других официальных языках ООН: англ. International Day of the World’s Indigenous Peoples, араб. اليوم الدولي للشعوب الأصلية في العالم, ‎исп. Día International de las  Poblaciones Indígenas, кит. 世界土著人民国际日, фр. la Journée internationale des populations autochtones
) — 9 августа. В 1994 году Генеральная Ассамблея ООН постановила (резолюция № 49/214 от 23 декабря), что в течение Международного десятилетия коренных народов мира Международный день коренных народов будет отмечаться ежегодно 9 августа, в день первого заседания Рабочей группы по коренному населению.
В резолюции № 59/174 от 20 декабря 2004 года, Генеральная Ассамблея, провозгласив второе Международное десятилетие коренных народов мира, под лозунгом «Десятилетие действий и достоинства» постановила продолжать отмечать на протяжении второго Десятилетия Международный день коренных народов. Ассамблея и просила Генерального секретаря ООН призвать правительства отмечать этот день на национальном уровне.
22 сентября 2009 года Секретариат ООН выпустил специальные почтовые марки посвящённые данному Международному дню.
В своём послании 2005 года Генеральный секретарь ООН призвал дать обещание

…расширить повсюду круг солидарности с коренными народами и совместно с ними работать над тем, чтобы обеспечить им возможности для развития в условиях мира и безопасности при уважении прав человека, в которых слишком многим из них слишком долго отказывали.

## Тема дня
- 2024 год — «Защита прав коренных народов в добровольной изоляции и при первоначальном контакте»
- 2023 год — «Молодежь коренных народов, агенты перемен для самоопределения»
- 2022 год — «Роль женщин коренных народов в сохранении и передаче традиционных знаний»
- 2021 год — «Никого не оставить позади: коренные народы и призыв к новому общественному договору»
- 2020 год — «COVID-19 и стойкость коренных народов»
- 2019 год — «Языки коренных народов»
- 2018 год — «Миграция и перемещение коренных народов»
- 2017 год — «10 лет Декларации ООН о правах коренных народов»
- 2016 год — «Право коренных народов на образование»
- 2015 год — «Повестка дня на период после 2015 года: обеспечение здоровья и благополучия коренных народов».
- 2014 год — «Преодоление разрыва: осуществление прав коренных народов».
- 2013 год — «Создание альянсов коренных народов: соблюдение положений договоров, соглашений и других конструктивных договоренностей».
- 2012 год — «Средства массовой информации в руках и на службе коренных народов»
- 2011 год — «Творчество коренных народов: достойная оценка преданий и культур, создание нашего собственного будущего»
- 2010 год — «Деятели кино, принадлежащие к коренным народам»[2]
- 2009 год — «Коренные народы и ВИЧ/СПИД»
- 2008 год — «Примирение и партнерство между государствами и коренными народами»
- 2007 год — «Настоятельная необходимость сохранения языков коренных народов»
- 2006 год — «Альянс за действие и достоинство»
- 2005 год — «Дело коренных народов - наше дело»
- 2004 год — «Международное десятилетие коренных народов мира»